# Joe Camilleri
Joe Camilleri (23 dicembre 1966) è un ex calciatore maltese, di ruolo difensore.

## Carriera

### Nazionale
Ha collezionato 38 presenze con la propria Nazionale.